# Bênção das canoas
Bênção dos canoões (Porto Feliz) ou Bênção das canoas é uma pintura de Aurélio Zimmermann. A sua data de criação é 1920. A obra é do gênero pintura histórica. Encontra-se sob a guarda de Museu Paulista. A obra foi encomendanda por Afonso d'Escragnolle Taunay. Retrata uma paisagem, com um rio, em que há um conjunto de pessoas que celebra a saída de uma embarcação.

## Descrição
A obra foi produzida com tinta a óleo, tela. Suas medidas são: 101,5 centímetros de altura e 134 centímetros de largura. Faz parte de Coleção Fundo Museu Paulista, Coleção Museu Paulista. O número de inventário é 1-19178-0000-0000. A obra estava em exposição na Sala das monções.
Na cena, há um padre, em torno de quem há um grupo de pessoas, incluindo integrantes da Expedição Langsdorff, que celebra uma missa.

## Contexto
A obra integrou o conjunto encomendado por Taunay no contexto do Programa decorativo do Museu Paulista. O quadro foi influenciado por "Partida de uma expedição mercantil de Porto Feliz para Cuiabá", de Hercules Florence.

## Recepção
A obra foi elogiada por sua descrição histórica, em especial de costumes e roupas. Influenciou a produção de Partida da Monção, de Almeida Júnior.